# Lutzomyia runoides
Lutzomyia runoides är en tvåvingeart som först beskrevs av Fairchild G. B., Hertig M. 1953.  Lutzomyia runoides ingår i släktet Lutzomyia och familjen fjärilsmyggor. Inga underarter finns listade i Catalogue of Life.